# Wilhelm von Kerpen

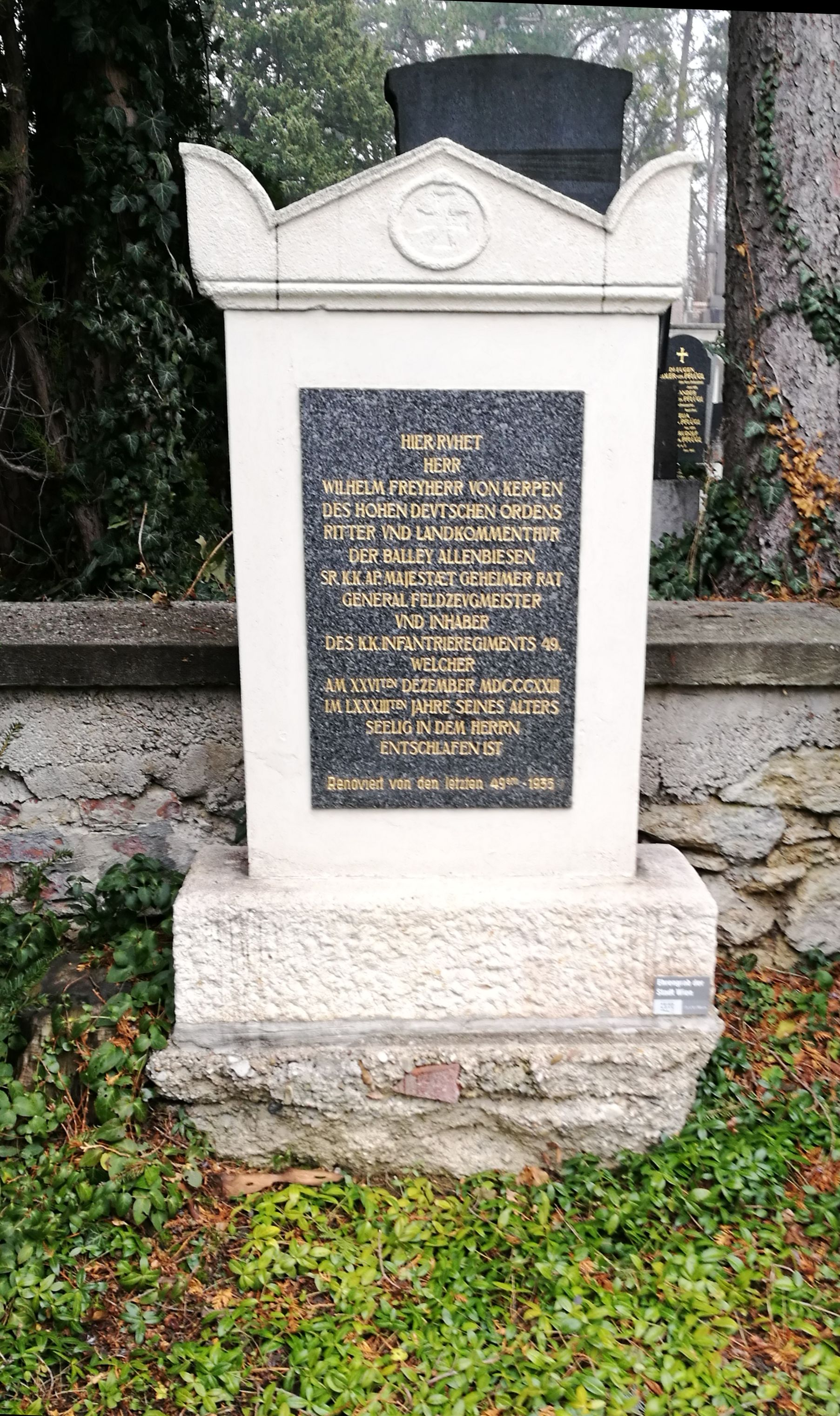
Grab auf dem Hietzinger Friedhof

Wilhelm Lothar Maria Freiherr von Kerpen (* 24. Mai 1741 in Illingen (Saar); † 26. Dezember 1823 in Wien) war ein österreichischer General.

## Leben

### Ausbildung und Offizier
Wilhelm Freiherr von Kerpen war der Sohn des Lothar Franz Freiherr von Kerpen. Er erhielt seine erste Ausbildung am Hofe des Kurfürsten von Trier Franz Georg von Schönborn, bevor er ein Studium an der Universität Würzburg aufnahm. Das Studium brach er allerdings zu Gunsten einer militärischen Laufbahn ab. Am 1. Februar 1758 wurde er Fähnrich im k. k. Infanterieregiment Nr. 4 „Hoch- und Deutschmeister“, 1764 Hauptmann und am 4. November 1765 Ritter des Deutschordens. 1777 kam er in das Infanterie-Regiment Nr. 46, mit dem er in den Feldzug nach Schlesien zog. 1778 erfolgte seine Beförderung zum Major. 1782 fand er Verwendung bei der Deutschmeister-Infanterie, bei der er im Mai 1784 erster Major im Linien-Infanterie-Regiment Nr. 54 wurde. Als solcher nahm er am zweiten Türkenkrieg teil. Er wurde 1788 zunächst zum Oberstleutnant und 1791 zum Oberst und Regimentskommandeur des Infanterie-Regiments Nr. 4 befördert.

### Wirken als General
Kerpen wurde auf Wunsch des Deutschordenshochmeisters Erzherzog Maximilian Franz von Österreich zum 31. Dezember 1792 in dessen Regiment versetzt. Mit diesem nahm er am Ersten Koalitionskrieg teil. Am 1. Jänner 1794 erhielt er die Beförderung zum Generalmajor und zugleich den Befehl über eine Infanteriebrigade. Als solcher machte er sich als Kommandant von Düsseldorf verdient, insbesondere in der Bombennacht vom 7./8. Oktober 1794 und dem damit verbundenen Stadtbrand. 1794 wurde er außerdem Komtur der Kommende des Deutschordens in Aachen. 1796 erhielt er durch Erzherzog Karl von Österreich-Teschen den Befehl die Verteidigung von Ingolstadt zu organisieren. Anschließend wurde er nach Kehl versetzt, wo er im November ebenfalls Erfolge feiern konnte. Als Anerkennung seiner Verdienste ernannte ihn Kaiser Franz II. zum Feldmarschallleutnant. Zunächst wurde er Kommandant eines Zwischencorps in Tirol, bevor er am 18. Jänner 1798 im Namen des Kaisers die Stadt sowie das Gebiet von Verona besetzte. Zur Belohnung erhielt er vom Kaiser die Inhaberwürde des Infanterie-Regiments Nr. 49.
Kerpen nahm ab 1799 am Zweiten Koalitionskrieg teil, wurde aber mit Erreichen des 60. Lebensjahres 1800 in den Ruhestand versetzt. Er zog deshalb nach Prag, wurde jedoch bereits im November 1800 in den aktiven Dienst zurückgeholt. Er wurde beauftragt, in Mähren und Schlesien Truppen zum Grenzschutz zu organisieren und aufzustellen. Anschließend erhielt er eine Division in Böhmen. Im Feldzug 1805 vertrat er die Stelle des abwesenden Kommandanten Graf Johann Karl Kolowrat-Krakowsky, bevor er am 28. Oktober 1807 zum Landeskommandanten von Innerösterreich und Tirol ernannt wurde. In diesem Zuge erhielt er auch die Ernennung zum Geheimen Rat und am 9. September 1808 schließlich die zum Feldzeugmeister.
Kerpen wurde im November 1808 vom Deutschorden zum Großkapitular sowie zum Landkomtur der Deutschordensballei Biesen ernannt. Während des Feldzuges 1809 zeichnete er sich durch eine schnelle Mobilmachung und Bewaffnung seiner Truppen aus.

### Späte Jahre
Kerpen wurde 1810 Vizepräsident des Hofkriegsrates und kam als solcher nach Wien. In dieser Position machte er sich um die Organisation und die Ausrüstung der Armee verdient. Außerdem bemühte er sich, mit Blick auf die notwendige Effizienz, den Geschäftsgang der Behörde zu reformieren. Durch Kaiser Franz wurde er am 16. November 1813 in den bleibenden Ruhestand versetzt. Seine letzten Lebensjahre verbrachte er in Wien und wurde auf dem Hietzinger Friedhof beigesetzt. Er soll in der Armee hohes Ansehen genossen haben.
Nach ihm ist die Kerpengasse in Wien-Floridsdorf benannt.

## Familie
Er heiratete Maria Antoinette von Hornstein-Göffingen. Das Paar hatte vier Töchter, darunter:
- Karolina Maria ⚭ Fürst Ferdinand Johann Nepomuk Joseph von Kinsky († 3. November 1812)
- Anna Maria (* 13. November 1784; † 8. Oktober 1862) ⚭ 1811 Graf Friedrich Karl Joseph von Schönborn (* 2. August 1781; † 24. März 1849), k. k. Kämmerer